# Ignacio Poletti
Ignacio Poletti (Santa Fe, 28 de abril de 1930 - Buenos Aires, 13 de noviembre de 2023) fue un baloncestista argentino. Representó a su país en los Juegos Panamericanos de 1951, en los Juegos Olímpicos de Helsinki 1952 y en la Semana Universitaria Deportiva Internacional de Dortmund 1953.

## Trayectoria
Poletti actuaba en la posición de escolta. Surgido del club santafesino República Del Oeste, pasó luego a Rivadavia Juniors, otra institución santafesina con la que conquistaría varios títulos a nivel regional.
En 1947 fue campeón intercolegial con el Colegio Nacional Simón de Iriondo y en 1949 integró el plantel de la selección de Santa Fe que se impuso en el Campeonato Argentino de Básquet organizado en La Rioja.
Se desempeñó posteriormente durante varios años como jugador de Racing Club, convirtiéndose en una figura emblemática para los aficionados. En 1953 volvió a disputar y conquistar el Campeonato Argentino de Básquet, pero esta vez como parte de la selección de Capital Federal. 
Fue miembro de la selección de básquetbol de Argentina, equipo con el que consiguió la medalla de plata en los Juegos Panamericanos de Buenos Aires 1951 y la medalla de oro en la Semana Universitaria Deportiva Internacional de Dortmund 1953, además de haber llegado hasta semifinales en el torneo de básquetbol de los Juegos Olímpicos de Helsinki 1952.
Como muchos otros jugadores argentinos de básquetbol de su época, Poletti fue suspendido en 1957 por haber violado el estatuto del amateurismo que exigía la FIBA, ya que había recibido premios por parte del gobierno argentino por su actuación con la selección nacional y había cobrado dinero de su club por realizar una gira por Sudamérica.
Asumiría luego el puesto de entrenador de Racing y de Yupanqui.

## Reconocimiento posterior
En 2002 fue declarado Ciudadano Destacado por el Consejo Deliberante de la Municipalidad de Santa Fe.
Impulsado por los diputados nacionales Margarita Stolbizer y Manuel Garrido, en 2013 se realizó en el Congreso de la Nación Argentina un homenaje para aquellos jugadores del seleccionado nacional que sufrieron suspensiones en la década de 1950. Además de Poletti, estuvieron presentes en la ceremonia Ricardo González (87 años), Omar Monza (84) y el entrenador Jorge Canavesi (92), quienes recibieron una medalla.
El documental Tiempo Muerto refleja este hecho, junto con el profundo vínculo de amistad que unió a la "Primera Generación Dorada" del básquetbol argentino.